# Кенвил (Њу Џерзи)
Кенвил (енгл. Kenvil) насељено је место без административног статуса у америчкој савезној држави Њу Џерзи.

## Демографија
По попису из 2010. године број становника је 3.009.
| Група             | 2000.    | 2010.         |
| Белци             | 0 (0,0%) | 2.220 (73,8%) |
| Афроамериканци    | 0 (0,0%) | 66 (2,2%)     |
| Азијати           | 0 (0,0%) | 216 (7,2%)    |
| Хиспаноамериканци | 0 (0,0%) | 481 (16,0%)   |
| Укупно            | 0        | 3.009         |